# Cletodes reyssi
Cletodes reyssi is een eenoogkreeftjessoort uit de familie van de Cletodidae. De wetenschappelijke naam van de soort is voor het eerst geldig gepubliceerd in 1964 door Soyer.